# Степаники (Тёмкинский район)
Степаники — деревня в Тёмкинском районе Смоленской области России. Входит в состав Селенского сельского поселения. Население — 20 жителей (2007 год). Население на 2020 год — 5 человек. 
Расположена в восточной части области в 9 км к северо-западу от Тёмкина, в 29 км юго-восточнее автодороги М1 «Беларусь». В 4 км южнее деревни расположена железнодорожная станция Засецкая на линии Вязьма — Калуга. 

## История
Крайняя дата упоминания в систематических списках 1904 (?) год. В Списке населенных мест за 1904 год: дворов - 15, число жителей 50 (27 м.п. и 23 ж.п.), относилась к Воскресенской волости, имелась казённая винная лавка. 
В годы Великой Отечественной войны деревня была оккупирована гитлеровскими войсками в октябре 1941 года, освобождена в марте 1943 года.